# (36862) 2000 SH140
2000 SH140 (asteroide 36862) é um asteroide da cintura principal. Possui uma excentricidade de 0.07275080 e uma inclinação de 6.57821º.
Este asteroide foi descoberto no dia 23 de setembro de 2000 por LINEAR em Socorro.